# Saharat Kaewsangsai
Saharat Kaewsangsai (thailändisch สหรัฐ แก้วแสงใส, * 8. Juli 1994) ist ein thailändischer Fußballspieler.

## Karriere
Saharat Kaewsangsai erlernte das Fußballspielen in der Jugendmannschaft des BEC Tero Sasana FC in Bangkok. Von 2015 bis Mitte 2016 stand er beim Lamphun Warrior FC unter Vertrag. Der Verein aus Lamphun spielte in der dritten Liga, der Regional League Division 2, in der Northern Region. Mitte 2016 wechselte er nach Chiangrai zum Erstligisten Chiangrai United. Hier spielte er in der Rückserie zehnmal in der ersten Liga, der Thai Premier League. Die Saison 2017 wurde er an den Viertligisten Chiangrai City FC ausgeliehen. Mit dem Verein wurde er Vizemeister der Thai League 4 in der Northern Region und stieg in die dritte Liga auf. Anschließend wurde er für zwei Jahre an den Chiangmai FC ausgeliehen. Mit dem Verein aus Chiangmai spielte er 2018 in der zweiten Liga, der Thai League 2. Die Saison schloss man mit einem dritten Tabellenplatz ab und stieg in die erste Liga auf. In der ersten Liga stand er siebenmal für Chiangmai auf dem Spielfeld. Nach Vertragsende in Chiangrai unterschrieb er 2020 einen Vertrag beim Zweitligisten Chiangmai United FC. Im März 2021 feierte er mit Chiangmai die Vizemeisterschaft und den Aufstieg in die erste Liga. Nach dem Aufstieg verließ er Chiangmai und schloss sich dem Erstligaabsteiger Sukhothai FC an. Am Ende der Saison 2021/22 feierte er mit dem Verein aus Sukhothai die Vizemeisterschaft und den Aufstieg in die erste Liga. Für Sukhothai stand er 24-mal in der zweiten Liga auf dem Rasen. Nach dem Aufstieg verließ er den Verein und schloss sich dem Erstligisten Nakhon Ratchasima FC an. Für den Verein aus Nakhon Ratchasima bestritt er in der Hinrunde 2022/23 zwei Ligaspiele. Zur Rückrunde wechselte er im Januar 2023 zum Zweitligisten Chiangmai United FC. Hier bestritt er bis Dezember 2024 vier Ligaspiele. Mitte Dezember 2024 wechselte er in die dritte Liga. Hier schloss er sich dem in der North/Eastern Region spielenden Roi Et PB United FC an.

## Erfolge
Chiangrai City FC
- Thai League 4 – Northern Region: 2017  ▲

Chiangmai United FC
- Thai League 2: 2020/21 (Vizemeister)  ▲

Sukhothai FC
- Thai League 2: 2021/22 (Vizemeister)  ▲